# Center for Advanced Study in the Behavioral Sciences
Le Center for Advanced Study in the Behavioral Sciences (ou CASBS, soit centre d'étude avancée des sciences comportementales) est un laboratoire de recherche interdisciplinaire de l'Université Stanford qui propose un programme de bourses postdoctorales résidentielles aux scientifiques et aux universitaires étudiant « les cinq disciplines sociales et comportementales fondamentales que sont l'anthropologie, l'économie, les sciences politiques, la psychologie, et la sociologie»,.
Ce centre fait partie des (actuellement dix) membres des Some Institutes for Advanced Study (SIAS). Son campus s'étend sur plus de 1820 m² (19 600 pieds carrés) avec un espace suffisant pour accueillir des groupes de chercheurs. Il dispose de 54 bureaux, de salles de réunion, d'une salle de conférence, d'une cuisine et d'un réfectoire avec un chef cuisinier attitré.
En septembre 2023, Sarah Soule prend ses fonctions de directrice du centre.

## Historique
Le centre est fondé en 1954 par la Fondation Ford. L'enseignant Ralph W. Tyler est le premier directeur du centre de 1954 à 1966. La politologue Margaret Levi est directrice du centre de 2014 à 2022.
Les bâtiments du CASBS sont une création de William Wurster, un architecte local.
Auparavant, la sélection des boursiers était un processus fermé ; les nouveaux boursiers ont été nommés par d'anciens boursiers. Cependant, en 2007, le centre ouvre le processus de sélection des boursiers aux candidatures et l"année suivante, il devient une partie officielle de l'Université Stanford et relève du vice-recteur et doyen de la recherche,.

## Fréquentation
Chaque classe compte environ 40 étudiants. Au cours de ses quarante premières années d’existence, le centre a soutenu environ 2 000 scientifiques et universitaires.

### Anciens étudiants notables
L'institut a accueilli des personnalités reconnues du monde universitaire, notamment :
- Paul S. Appelbaum
- Alexander Astin
- Leora Auslander
- Ludwig von Bertalanffy
- Anthony Bebbington
- Jamshed Bharucha
- Derek Bok
- Kenneth Boulding
- Justine Cassell
- Dorothy Cheney
- Leda Cosmides
- Kimberlé Crenshaw
- Shmuel Noah Eisenstadt
- Yehuda Elkana
- Robert H. Frank
- Harold Garfinkel
- Henry Louis Gates
- Ralph W. Gerard
- Ruth Bader Ginsburg
- Mark Granovetter
- Adriaan de Groot
- Lani Guinier
- Leopold H. Haimson
- Eszter Hargittai
- John Haugeland
- Kieran Healy
- Miles Hewstone
- Douglas Hofstadter
- Philip N. Howard
- Katherine Isbister
- Murray Jarvik
- Lee Jussim
- Daniel Kahneman
- Robert Kates
- Elihu Katz
- Thomas Kuhn
- Terra Lawson-Remer
- Catharine MacKinnon
- Michael Macy
- George Mandler
- Paul Milgrom
- Elijah Millgram
- Ernest Nagel
- Rodney Needham
- Don Norman
- Robert Nozick
- Margaret O'Mara
- Anatol Rapoport
- John Rawls
- Julie Reuben
- Edward Saïd
- Richard Sennett
- Andrea diSessa
- Kevin Hora
- Bradd Shore
- Sidney Siegel
- Neil Smelser
- Vernon L. Smith
- Richard C. Snyder
- Thomas Sowell
- Herman D. Stein
- Li Chenyang
- Deborah Tannen
- Charles Tilly
- John Tooby
- Edward Tufte
- Billie Lee Turner II
- France Winddance Twine
- Vanessa C. Tyson
- Philip E. Vernon
- Gordon S. Wood
- Irvin D. Yalom
- Benjamin Mako Hill

## Liste des dirigeants
| Identité                             | Période            | Période | Durée  |
| Identité                             | Début              | Fin     | Durée  |
| ------------------------------------ | ------------------ | ------- | ------ |
| Ralph Waldo Tyler (en) (1902 - 1994) | 1954               | 1966    | 12 ans |
| Margaret Levi (née en 1947)          | 2014               | 2022    | 8 ans  |
| Sarah Soule (en) (née en 1967)       | 1er septembre 2023 |         |        |